# Armory Show

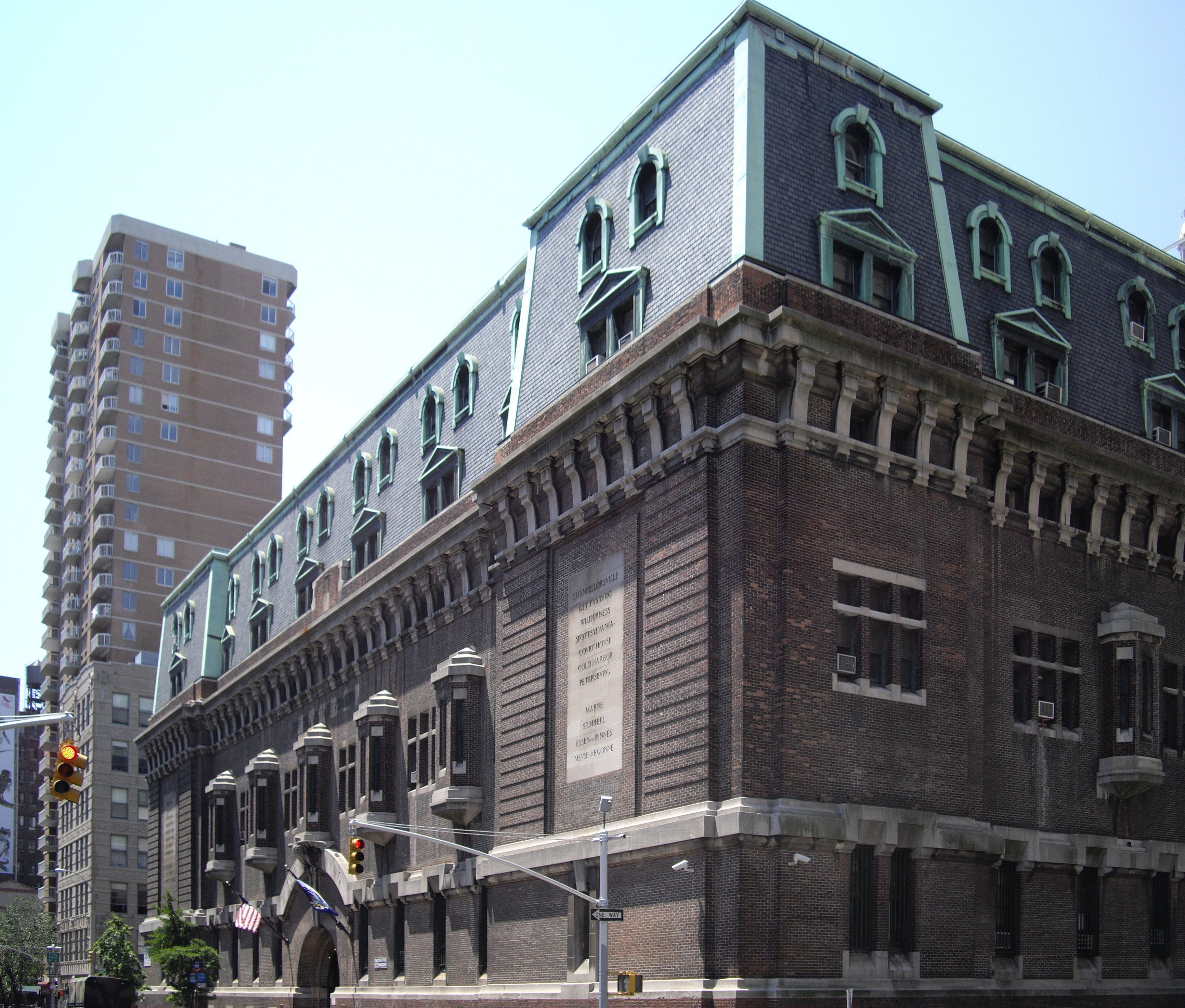
Armory Building in New York

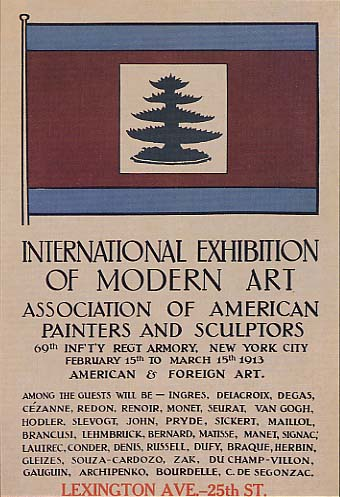
Armory Show poster (1913)

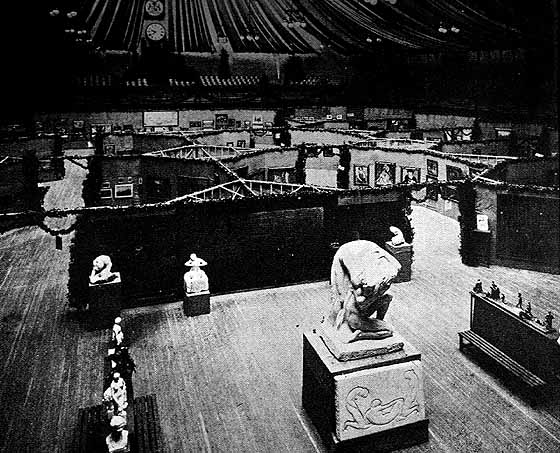
Interieurfoto

De Armory Show of officieel International Exhibition of Modern Art was een tentoonstelling van 17 februari tot 15 maart 1913, die werd gehouden in de Armory Building (het grote arsenaal van het 69th Regiment Armory) aan de Lexington Avenue in New York.

## Geschiedenis
Vele tentoonstellingen werden al gehouden op deze locatie van de National Guard in New York, maar de expositie van Amerikaanse en Europese Avant-garde kunst, de Armory Show genaamd, betekende een omwenteling in de kijk van vele Amerikanen op de moderne beeldende kunst en wordt veelal gezien als het begin van de moderne kunst in de Verenigde Staten. De opzet van de expositie werd geïnspireerd door de indrukwekkende Sonderbund-Ausstellung 1912 in Keulen, die was georganiseerd door de Sonderbund Westdeutscher Kunstfreunde und Künstler.
De Armory Show, die werd georganiseerd door Walter Pach, Arthur B. Davies en Walt Kuhn, toonde 1250 schilderijen, beeldhouwwerken en decoratieve werken van meer dan 300 Europese en Amerikaanse kunstenaars. De kunststromingen Impressionisme, Fauvisme en Kubisme waren ruim vertegenwoordigd. De expositie trok het, destijds ongekende, aantal van 75.000 bezoekers. Na New York werden ook nog Chicago en Boston door de Armory Show aangedaan (zij het in verkleinde vorm).
De tentoonstelling werd door het grote publiek zeer negatief ontvangen, maar ook de pers en critici spraken van: oplichterij, geestesziek, immoreel, anarchistisch, caricaturaal, gedegenereerd en gewoon belachelijk. President Theodore Roosevelt verklaarde "That's not art!" De autoriteiten grepen echter niet in en de tentoonstelling kon ongehinderd plaatsvinden.
Tot mikpunt van de kritiek werden vooral Henri Matisse, die met veel werk aanwezig was, en Marcel Duchamp met zijn in 1912 gemaakte kubistische/futuristische Nu descendant un escalier No. 2. Afbeelding: Nude Descending a Staircase (No. 2)

## De tentoonstelling

### De tentoonstellingsruimte
De grote hal werd in achttien verschillende ruimtes verdeeld:
1. Gallery A: American Sculpture and Decorative Art
2. Gallery B: American Paintings and Sculpture
3. Gallery C +
4. Gallery D +
5. Gallery E +
6. Gallery F: American Paintings
7. Gallery G: English, Irish and German Paintings and Drawings
8. Gallery H +
9. Gallery I: French Painting and Sculpture
10. Gallery J: French Paintings, Water Colors and Drawings
11. Gallery K: French and American Water Colors, Drawings
12. Gallery L: American Water Colors, Drawings, etc.
13. Gallery M: American Paintings
14. Gallery N: American Paintings and Sculpture
15. Gallery O: French Paintings
16. Gallery P: French, English, Dutch and American Paintings
17. Gallery Q: French Paintings
18. Gallery R: French, English and Swiss Paintings.

### De kunstenaars
Tot de Amerikaanse kunstenaars behoorden: Robert Henri, John French Sloan, George Benjamin Luks, Arthur B. Davies, William Glackens, Everett Shinn, Ernest Lawson, Maurice Prendergast, Max Weber, Charles Sheeler, Alfred Maurer, Edward Hopper, Julian Alden Weir, John Marin, George Bellows, Stuart Davis, Mary Cassatt, Katherine Sophie Dreier en Albert Pinkham Ryder.
Frankrijk was onder anderen vertegenwoordigd met Les Fauves: Henri Matisse, Albert Marquet, Georges Rouault, André Derain, Maurice de Vlaminck en Raoul Dufy, de kubisten: Pablo Picasso, Georges Braque, Francis Picabia, Fernand Léger, Albert Gleizes, Raymond Duchamp-Villon en Jacques Villon, alsmede: Robert Delaunay, André Dunoyer Segonzac, Othon Friesz, Roger de la Fresnaye en voorts: Marie Laurencin, Vincent van Gogh, Paul Gauguin, Édouard Manet, Paul Signac, Georges Seurat, Claude Monet, Auguste Rodin, Odilon Redon, Edvard Munch, Piet Mondriaan, Kazimir Malevitsj, Wassily Kandinsky en Paul Cézanne.
Duitsland was er bij met onder anderen: Wilhelm Lehmbruck, Max Slevogt en Ernst Ludwig Kirchner.

### Tentoongestelde werken

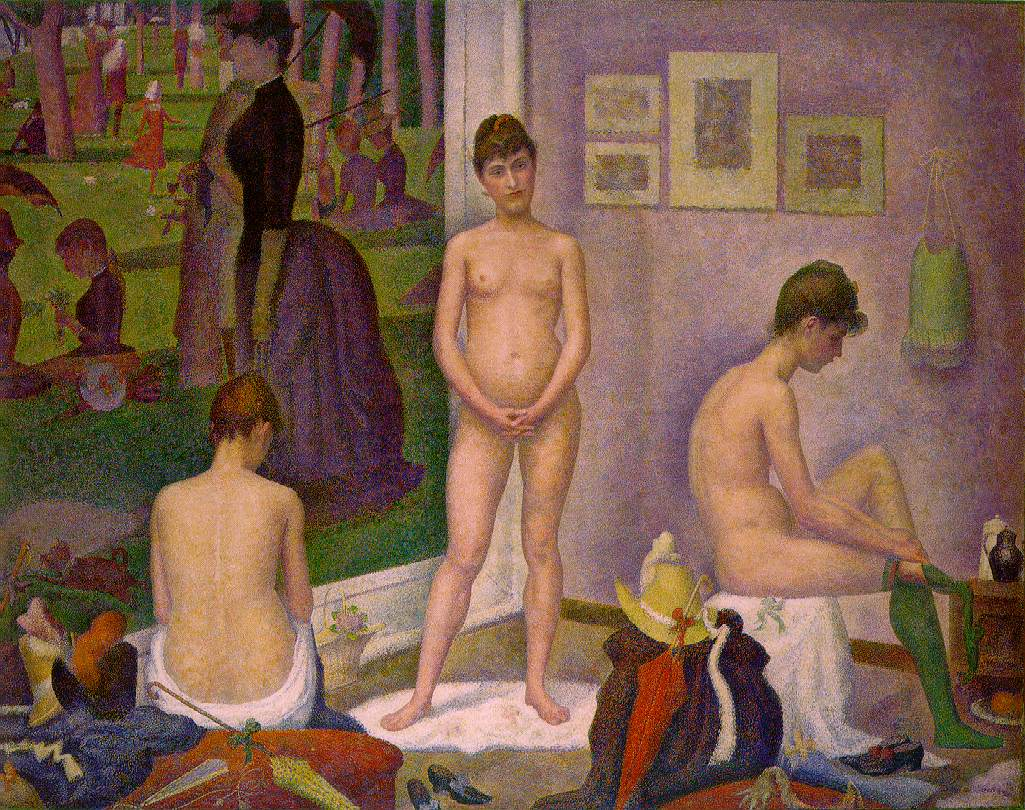
Georges Seurat: Les Poseuses, 1888
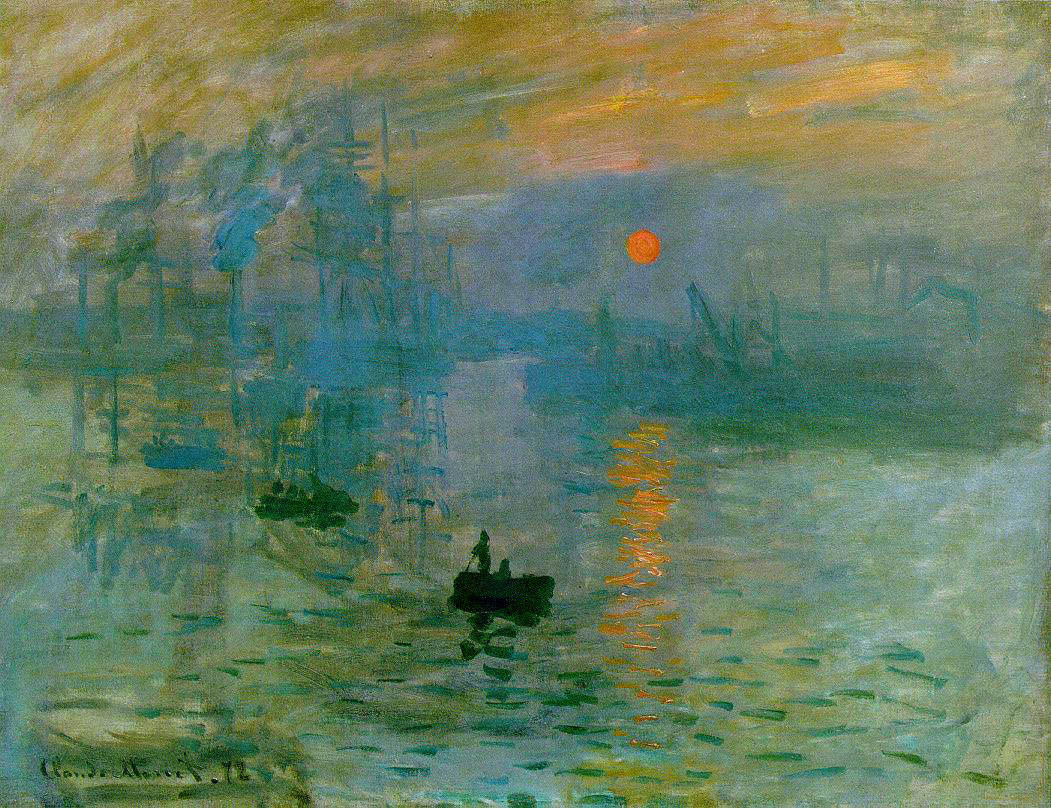
Claude Monet: Soleil levant, 1873
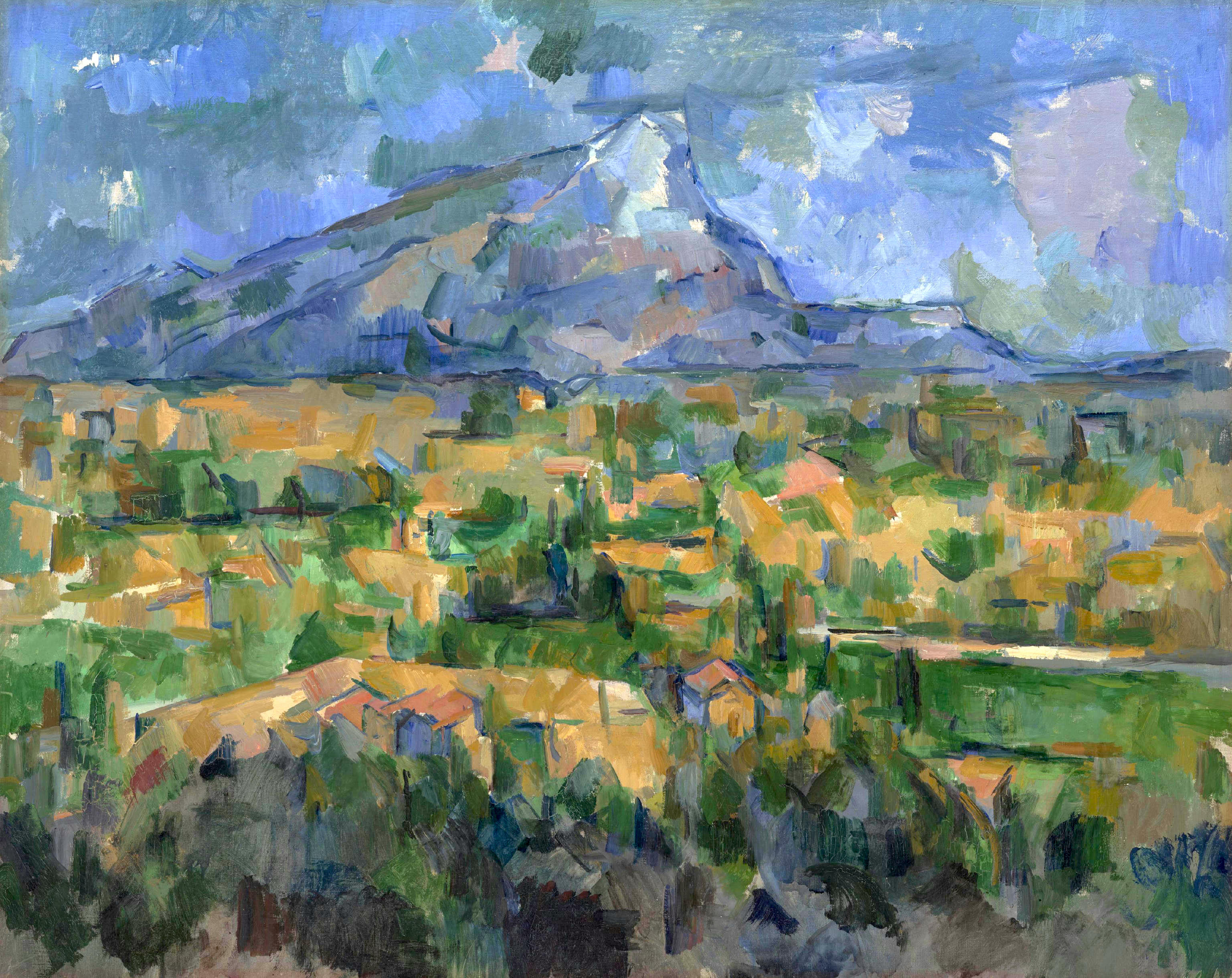
Paul Cézanne: Mont Sainte-Victoire, 1904–1906
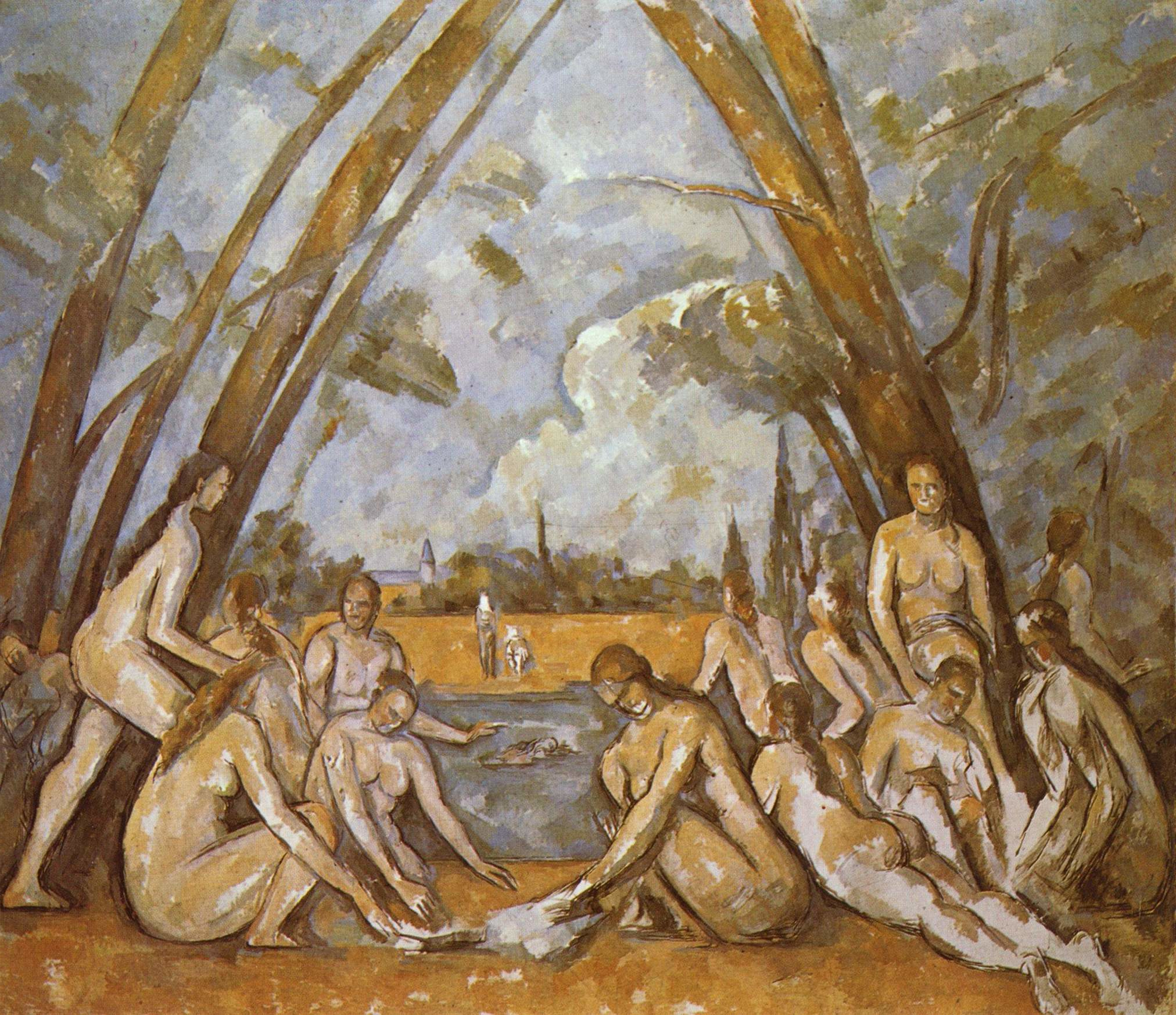
Paul Cézanne: Les Grandes Baigneuses, 1898–1905
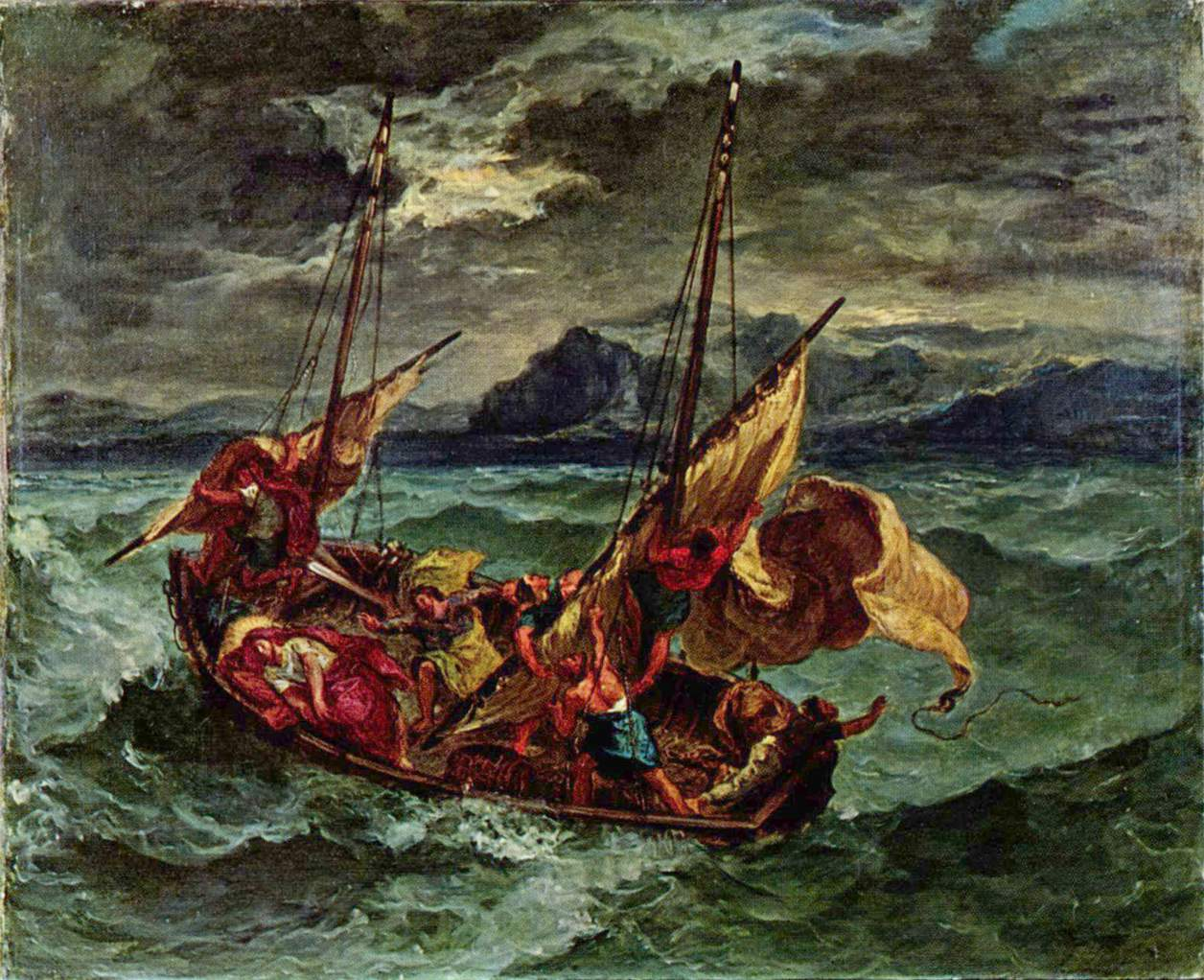
Eugène Delacroix: Le Christ sur le lac de Génésareth, ca. 1853
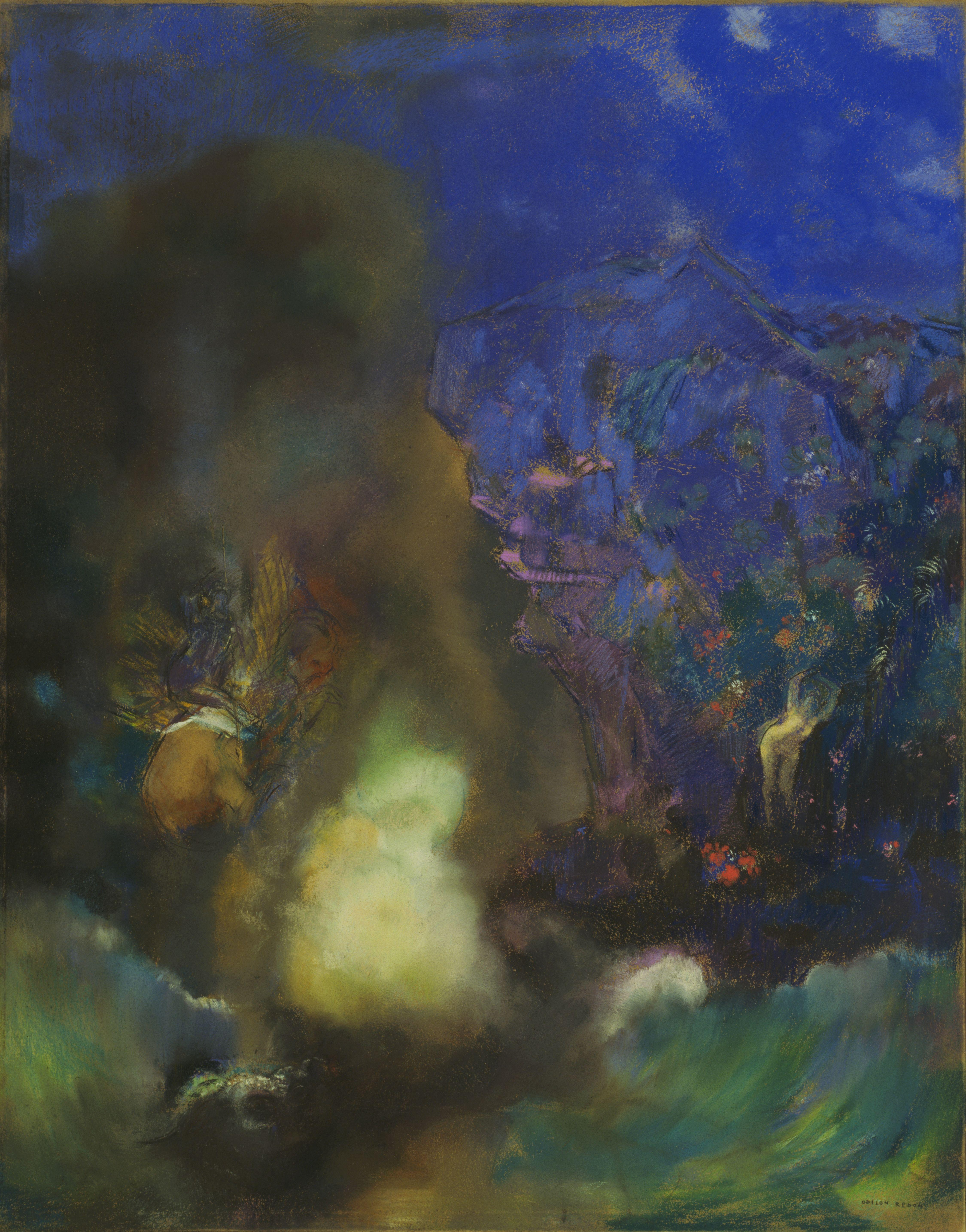
Odilon Redon: Roger et Angelica, 1910
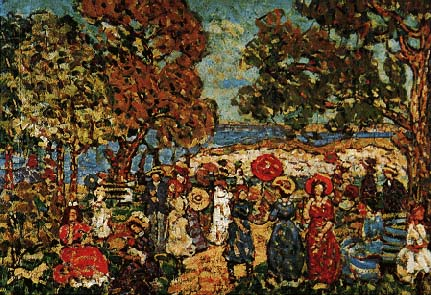
Maurice Brazil Prendergast: Landscape With Figures, 1913
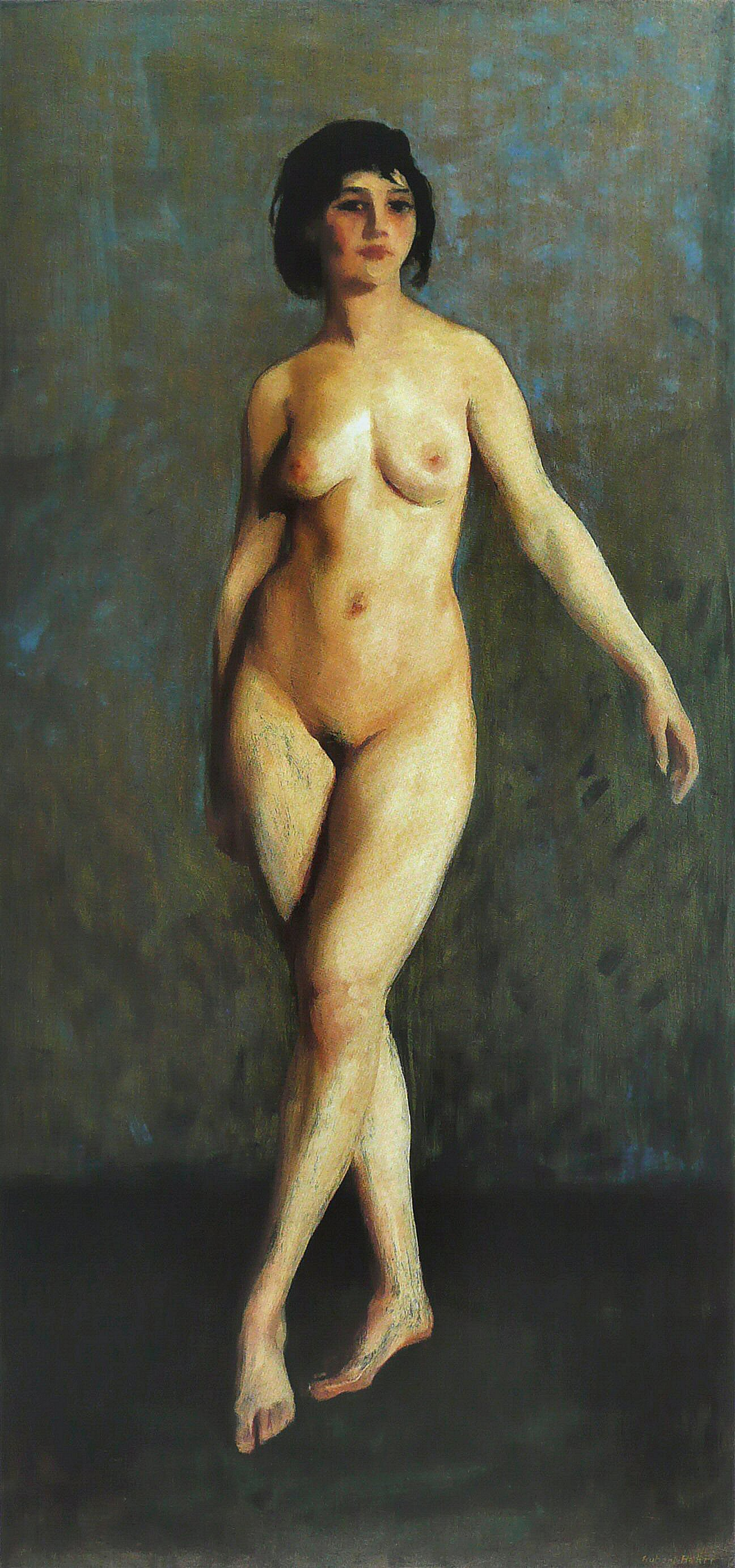
Robert Henri: Figure in Motion
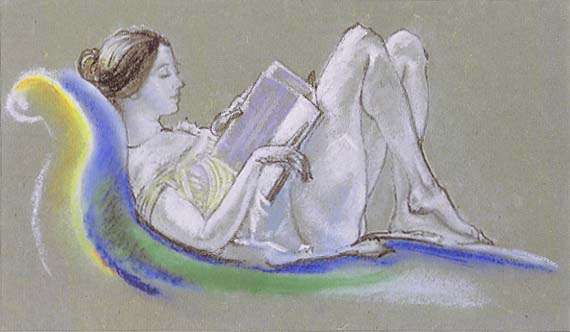
Arthur B. Davies: Reclining woman, 1911, pasteltekening
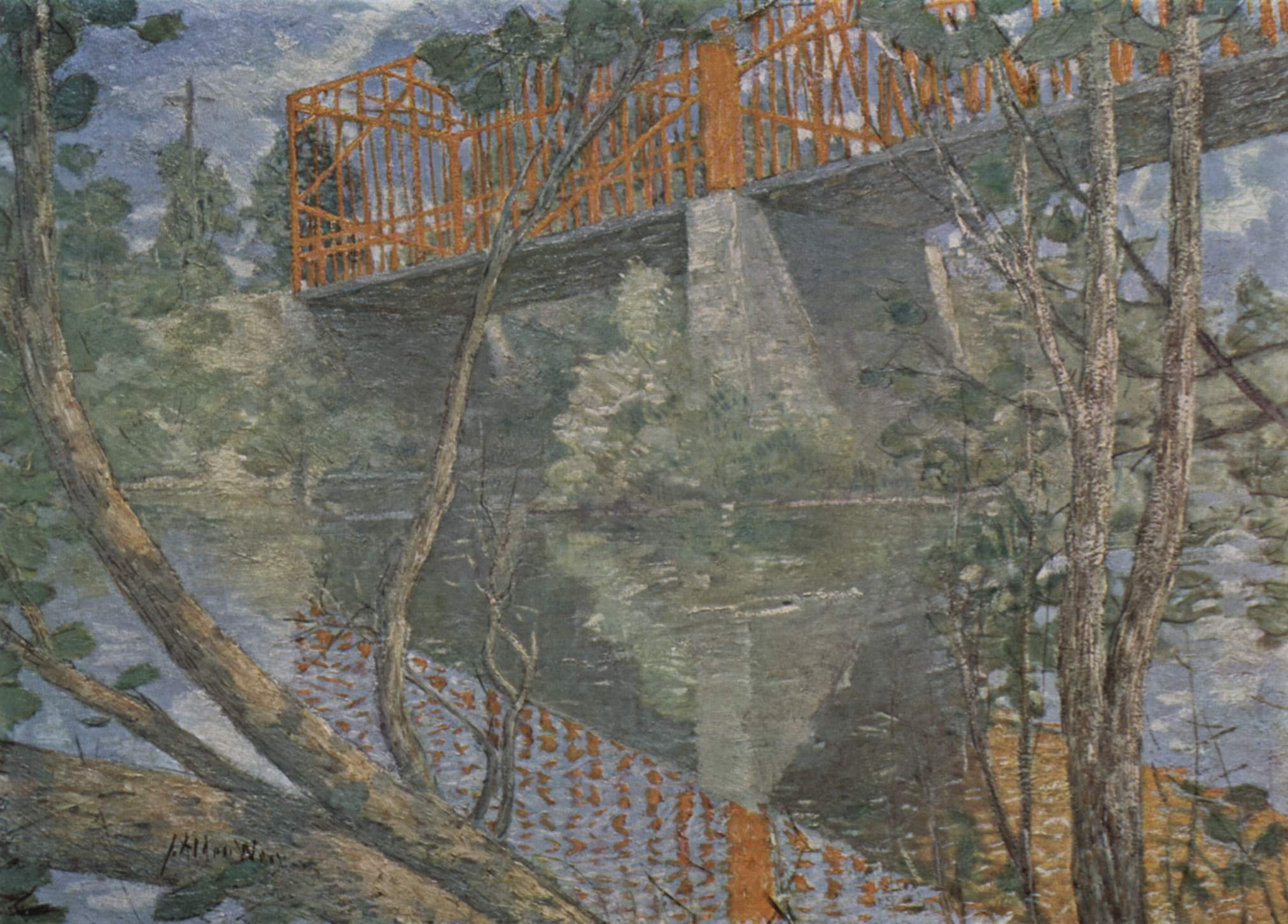
Julian Alden Weir: The Red Bridge, 1895

## The "New" Armory Show
The "New" Armory Show is een internationale kunstbeurs die sinds 1994 wordt gehouden. Het is de grootste beurs voor hedendaagse kunst jaarlijks gehouden op Pier 94 in Manhattans West Side.
De beurs werd in 1994 opgericht als de Gramercy International Art Fair door de kunsthandelaren Colin De Land, Pat Hearn, Matthew Marks en Paul Morris. De beurs werd gehouden in zalen van het Gramercy Hotel in New York, maar barstte al snel uit haar voegen. De beurs werd in 1999 hernoemd in de "New" Armory Show naar de legendarische Armory Show van 1913.